# Bastei (Fels)

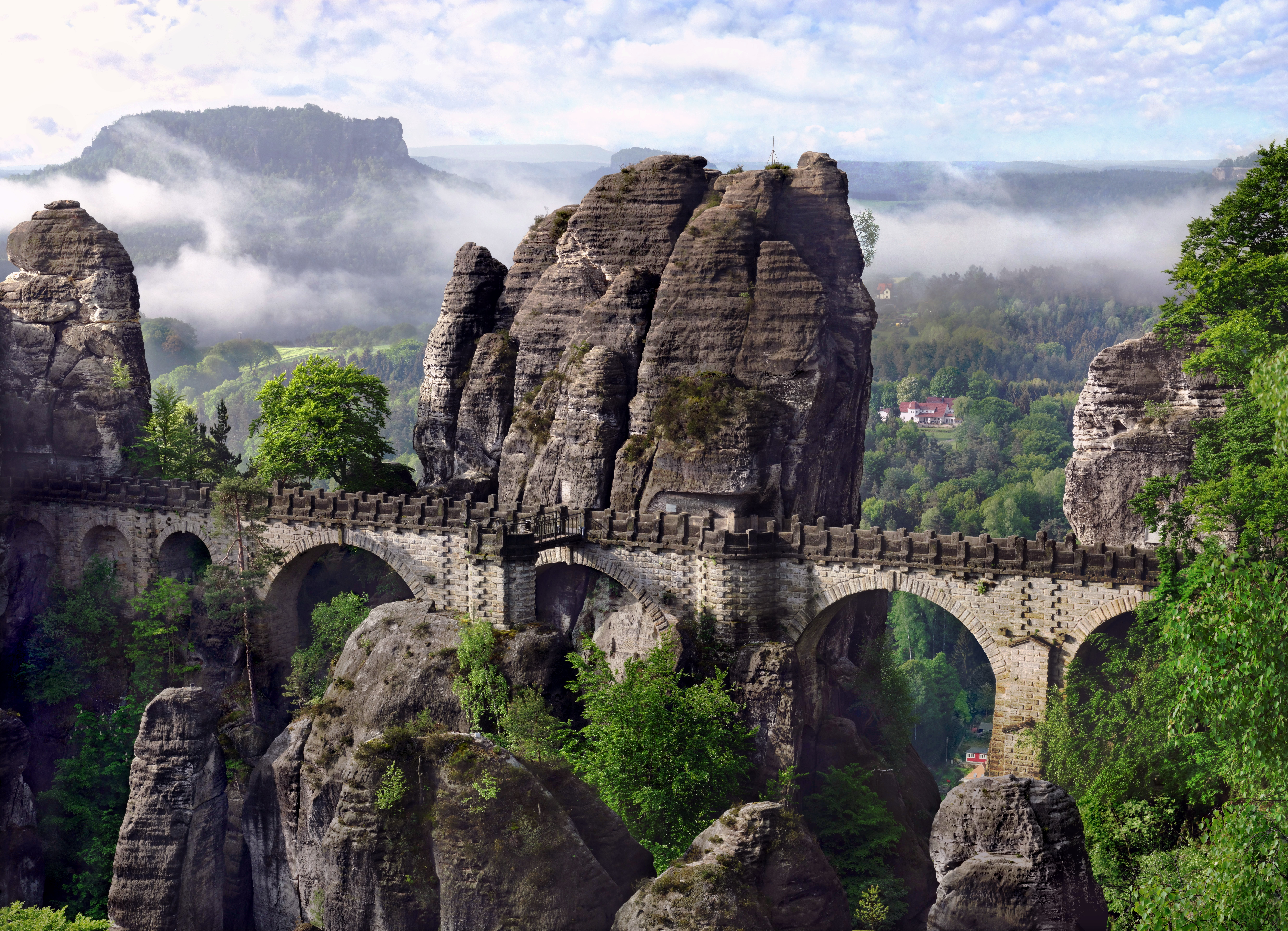
Basteibrücke vom Ferdinandstein

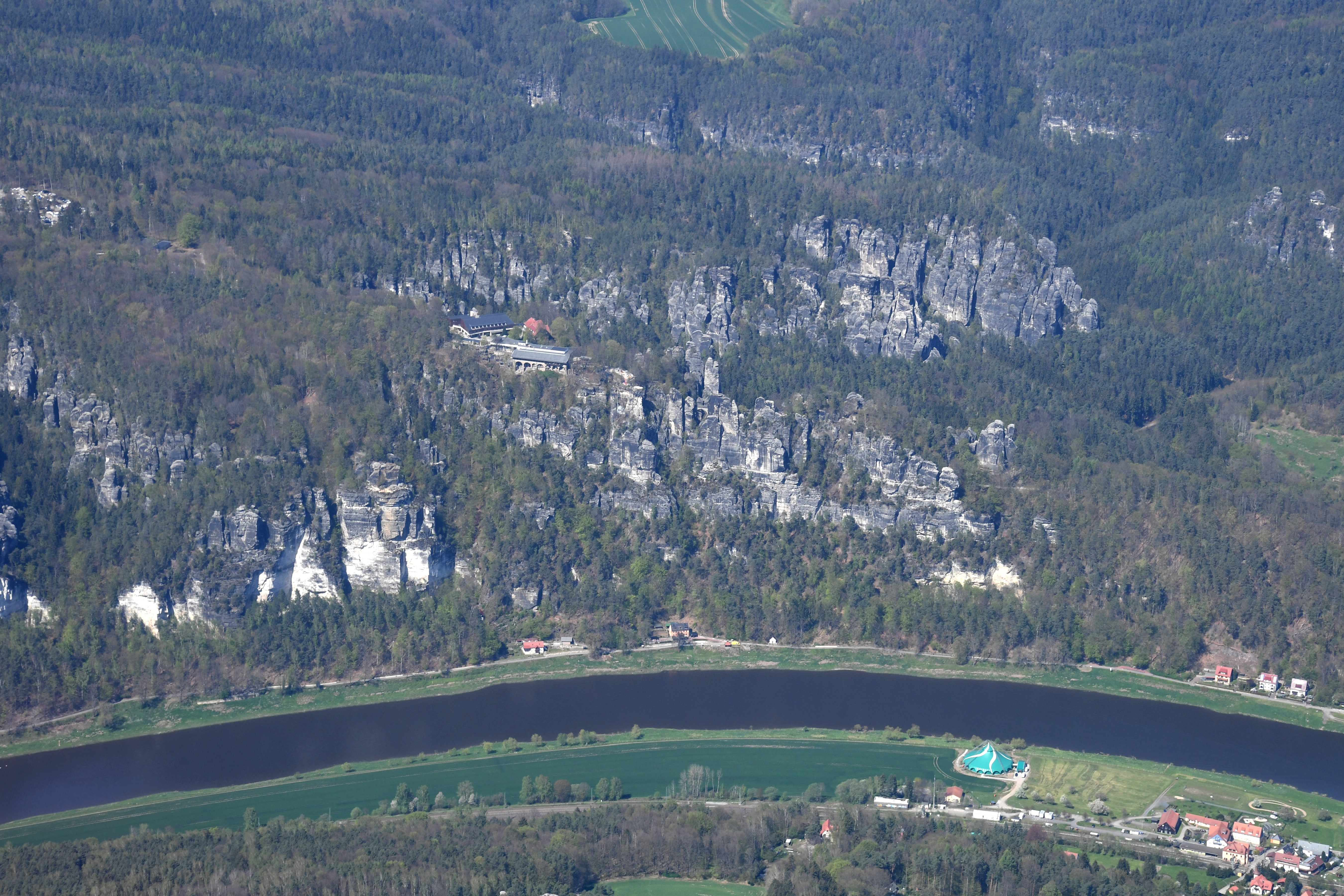
Luftbild der Bastei

Die Bastei (305,4 m ü. NHN) ist eine Felsformation mit Aussichtsplattform in der Sächsischen Schweiz am rechten Ufer der Elbe auf dem Gebiet der Gemeinde Lohmen zwischen dem Kurort Rathen und Stadt Wehlen. Sie zählt zu den meistbesuchten Touristenattraktionen der Sächsischen Schweiz. Von der Bastei fällt das schmale Felsriff etwa 190 Meter steil zur Elbe ab. Sie bietet eine weite Aussicht ins Elbtal und über das Elbsandsteingebirge. Auf der Hochfläche hinter der Bastei befindet sich ein Hotel mit Restaurant.

## Geschichte
Im Jahr 1592 wird der Fels erstmals durch Matthias Oeder im Zuge der Ersten Kursächsischen Landesaufnahme als Pastey erwähnt. Im Zuge der Entdeckung und touristischen Erschließung der Sächsischen Schweiz entwickelte sich der Basteifelsen zu einem der ersten Ausflugsziele. In der Reiseliteratur wird der Aussichtspunkt erstmals 1798 in einer Veröffentlichung von Christian August Gottlob Eberhard genannt. Einer der ersten Wanderführer, der Gäste zur Bastei führte, war Carl Heinrich Nicolai, der 1801 schrieb: „Welche hohe Empfindungen gießt das in die Seele! Lange steht man, ohne mit sich fertig zu werden (…) schwer reißt man sich von dieser Stelle fort.“
Anfangs war die Bastei nur von Wehlen und Lohmen vergleichsweise gut erreichbar. Über den Malerweg erreichten zahlreiche Künstler die Bastei. Caspar David Friedrich malte nach Basteimotiven sein bekanntes Bild Felsenpartie im Elbsandsteingebirge. Auch Ludwig Richter zeichnete an der Bastei. Von Rathen aus war der Zugang schwieriger, seit 1814 führte eine Treppe mit 487 Stufen von hier aus dem Wehlgrund über die „Vogeltelle“ auf den Fels.
Zu Pfingsten 1812 begann der Lohmener Fleischer Pietzsch mit der ersten gastronomischen Versorgung der Basteibesucher. In zwei Rindenhütten wurden Brot, Butter, Bier, Branntwein, Kaffee und Milch angeboten. Zwei Jahre später entstanden unterhalb eines Felsüberhanges eine Küche sowie ein Keller, die Aussichtsplattform erhielt ein Geländer. Im Februar 1816 erhielt Pietzsch eine Schankkonzession, allerdings wurden die von ihm errichteten bescheidenen Bauten im September des gleichen Jahres bei einem Brand vernichtet. Im Juni 1819 berichtet August von Goethe: „Freundl. Hütten und gute Bewirthung mit Caffe Doppelbier liquer u. frischem Butterbrod erquickten den müden Wanderer sehr …“ 1820 ging die Schankkonzession an den Rathener Erblehnrichter Schedlich über.
Entscheidende Entwicklungsimpulse ergaben sich 1826. In diesem Jahr entstand nach Plänen von Gottlob Friedrich Thormeyer das erste feste Gaststättengebäude mit Übernachtungsmöglichkeiten. Die alten Rindenhütten dienten fortan als Nachtquartiere der Wanderführer. Unter dem Namen „Basteibrücke“ entstand zudem eine erste hölzerne, über die bis zu 40 m tiefen Klüfte der „Mardertelle“ gebaute Brücke, welche die Bastei vom vorgelagerten Felsriff mit den Felsen Steinschleuder und Neurathener Felsentor verband. 1850/51 wurde diese Holzbrücke aufgrund von Baufälligkeit durch die noch heute bestehende sandsteinerne Brücke ersetzt. Sie hat eine Länge von 76,5 m und überspannt mit sieben Bögen die „Mardertelle“. Die Baukosten der Brücke beliefen sich auf knapp 9.200 Taler. Mit der ebenfalls 1850/51 erfolgten Inbetriebnahme der Elbtalbahn entwickelte sich die Bastei endgültig zum Hauptausflugsziel der Sächsischen Schweiz, da die Aussicht von Stadt Wehlen bzw. von Rathen aus nun im Rahmen eines Halbtagesausflugs bequem erreichbar war.
Mit den steigenden Besucherzahlen erfolgte schrittweise der Ausbau der vorhandenen Baulichkeiten. Das Gasthaus wurde um ein Remisengebäude (1858), einen Sommersalon (1869) sowie ein Waschhaus (1870) erweitert. Seit 1877 bestand eine Telegraphenstation samt Postagentur auf der Bastei. Der Betreiber des Gasthauses ließ zudem 1858 einen knapp 17 m hohen hölzernen Aussichtsturm errichten, der aufgrund Baufälligkeit aber Anfang der 1930er Jahre abgetragen wurde.
1880/81 kam die Idee einer Drahtseilbahn auf, die östlich der Bastei durch eine Schlucht von der Elbe zum Felsmassiv geführt werden sollte. Die Planungen scheiterten am Widerstand aus der Bevölkerung und dem sächsischen Königshaus sowie aufgrund ungeklärter Grundstücksfragen. Die zum Bau vorgesehene Schlucht trägt noch heute den Namen Eisenbahnergründel.
Die bestehende Gaststätte wurde 1893/94 komplett umgebaut und erweitert. Zur Versorgung wurden eine Hochdruckwasserleitung (1895) und eine Fernsprechleitung (1897) verlegt. In Nachbarschaft der Gaststätte entstand um 1905 das heute noch bestehende Schweizerhaus im Schweizerstil. Anfang des 20. Jahrhunderts wurde die Basteistraße im Zuge der steigenden Motorisierung ausgebaut, 1923 wurde ein erster großer Parkplatz angelegt.
Nach 1945 nahm die Zahl der Gäste nochmals stark zu, vor allem an Wochenenden und Feiertagen entwickelte sich ein Massentourismus. 1954 zählte man an Wochenenden bis zu 50.000 Besucher pro Tag. Im Zuge des weiteren Ausbaus der touristischen Infrastruktur plante die Bezirksleitung Dresden der SED die Errichtung eines etwa 90 m hohen Hochhauses mit 400 Betten und 1.600 Gaststättenplätzen. Aufgrund statischer Bedenken, Widerstand in der Bevölkerung und angesichts der kalkulierten Kosten von ca. 90 Millionen Mark kam das Projekt nicht zur Ausführung.
Gleichwohl bestand der Bedarf zur Erweiterung der Übernachtungs- und Gastronomiekapazitäten, da das alte Gasthaus 1975 wegen Schwammbefall abgerissen werden musste. Nach Plänen von Horst Witter wurde ein Restaurantneubau errichtet, der in seiner elbseitigen Gestaltung die Bögen der Basteibrücke aufgriff und im Oktober 1979 eröffnet wurde. In diesem Zusammenhang erfolgte zwischen 1980 und 1982 auch eine erste Großsanierung der Basteibrücke.
Die Arbeiten am ebenfalls in Bau befindlichen Berghotel mussten 1982 für mehrere Jahre eingestellt werden, nachdem Manfred Scheler als Vorsitzender des Rates des Bezirkes Dresden und ausgesprochener Förderer des Projektes von seinem Amt zurücktreten musste. Erst ab 1988 erfolgte der Weiterbau, der im Januar 1991 abgeschlossen werden konnte.
Die Aussichtsplattform wurde im Mai 2016 für Besucher gesperrt, da etwa 15 Meter unter ihr Verwitterungsstellen im Sandstein festgestellt wurden, welche die langfristige Standsicherheit des Basteifelsens gefährden. Felssicherungsarbeiten wurden abgebrochen, nachdem Untersuchungen ergeben hatten, dass der Felsen mit technischen Mitteln nicht mehr zu sichern ist. Die Besucherplattform wurde daher mit einem Zaun gesichert und gesperrt. Ab Frühjahr 2019 wurden unterhalb der Aussichtsplattform Schutzzäune gegen Steinschlag errichtet sowie das Geländer und die Gehwegplatten der gesperrten Aussichtsplattform rückgebaut.
Im November 2017 wurden erste Pläne zum Bau einer langen Plattform veröffentlicht. Sie sollte nur auf intaktem Fels aufliegen und im vorderen, erodierten Bereich auf einer Länge von 10 m in niedriger Höhe über dem Fels schweben. Vor ihrer Installation erfolgten umfangreiche Maßnahmen zur Felssicherung; dabei wurden u. a. Stahlpfähle bis zu 19 Meter tief in den Sandstein eingebracht, poröse Stellen mit Mörtel verschmiert und am Wandfuß eine Spritzbetonschale aufgetragen. Nachdem 2021 die Felssicherung abgeschlossen wurde, begann im Mai 2022 der Guss der neuen Plattform. Die Plattform ist 21 Meter lang und bis zu 3,30 Meter breit. Der Rohbau wurde im Juli 2022 abgeschlossen. Entgegen der ursprünglichen Idee wurde statt Carbonbeton klassischer Spannbeton verbaut, da beim Carbonbeton Rissbildungen befürchtet wurden. Die Plattform, die 140 Personen Platz bietet, wurde am 3. Februar 2023 durch den sächsischen Finanzminister Hartmut Vorjohann eröffnet. Die Baukosten beliefen sich auf etwa 3 Millionen €.

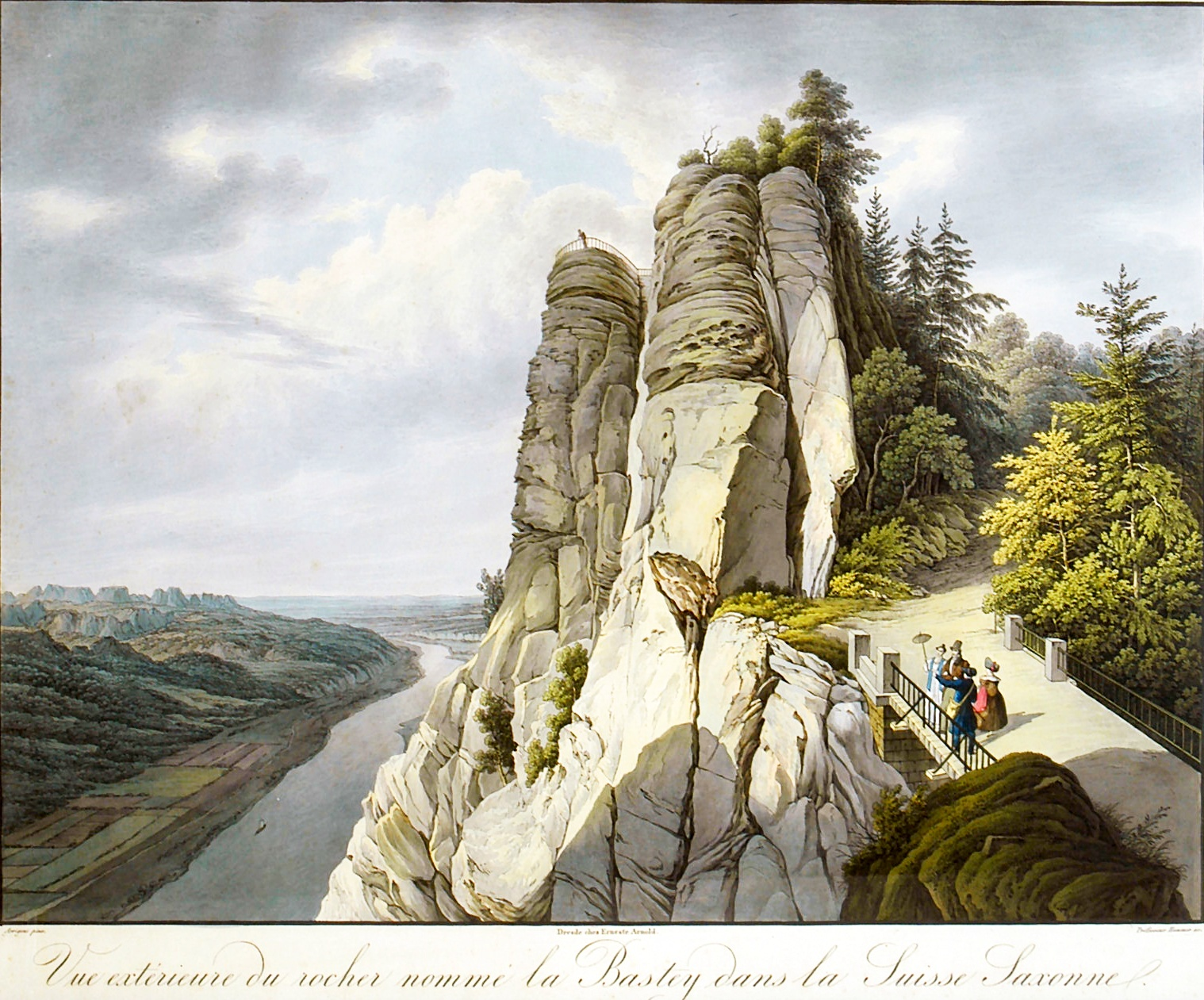
Eine der frühesten Ansichten der Basteiaussicht (1826)
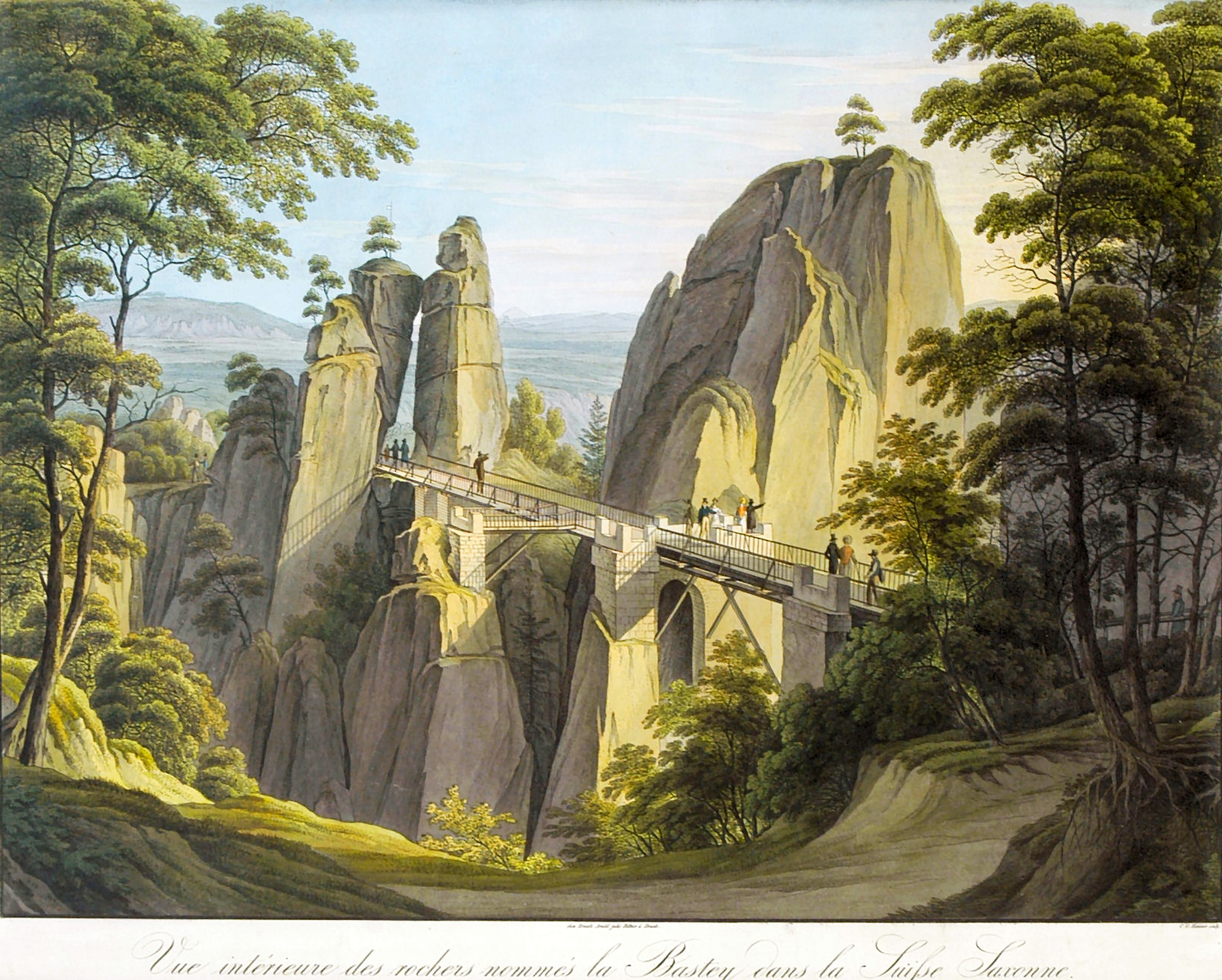
Die hölzerne Basteibrücke (1826)
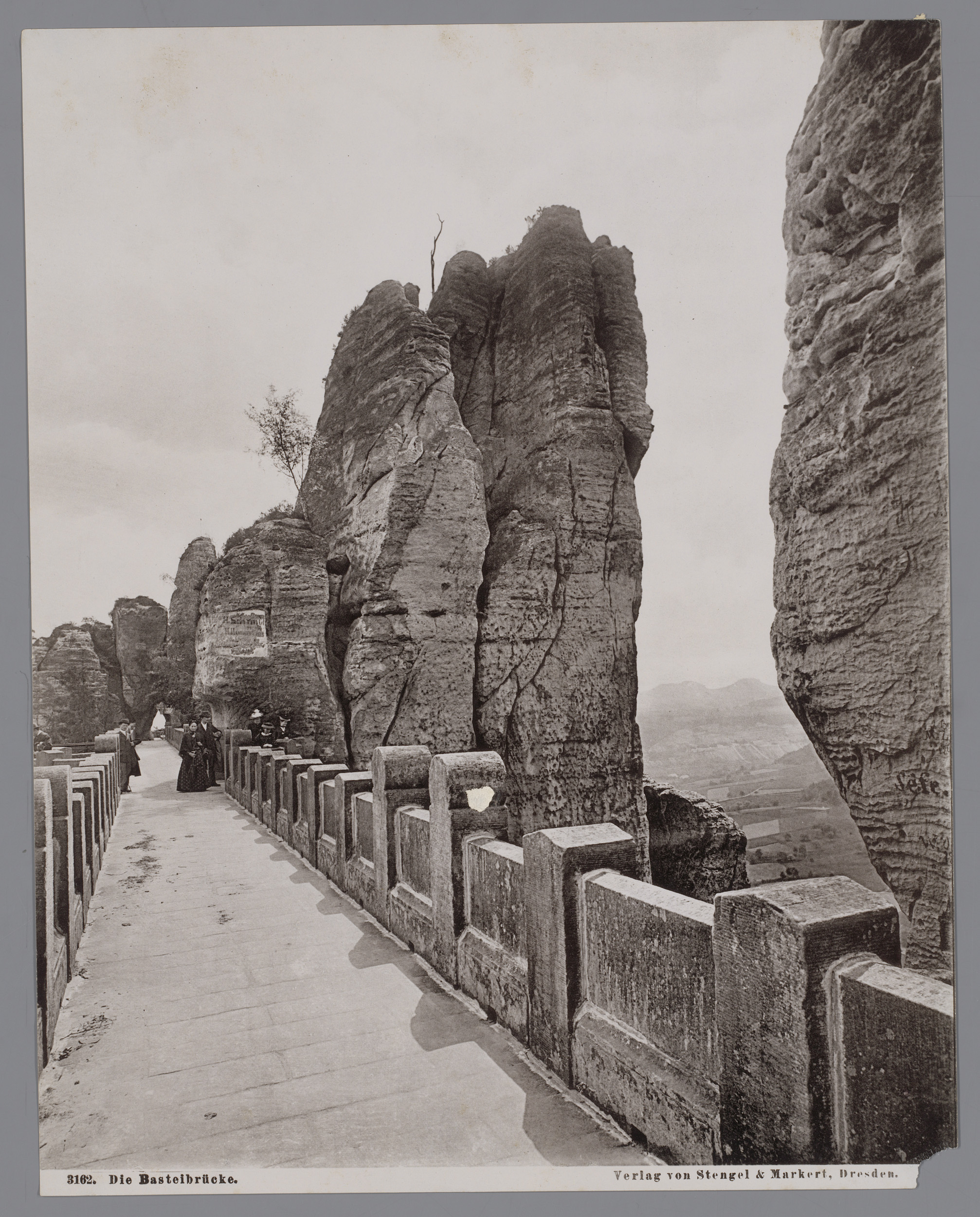
Besucher auf der 1850/51 erbauten steinernen Basteibrücke
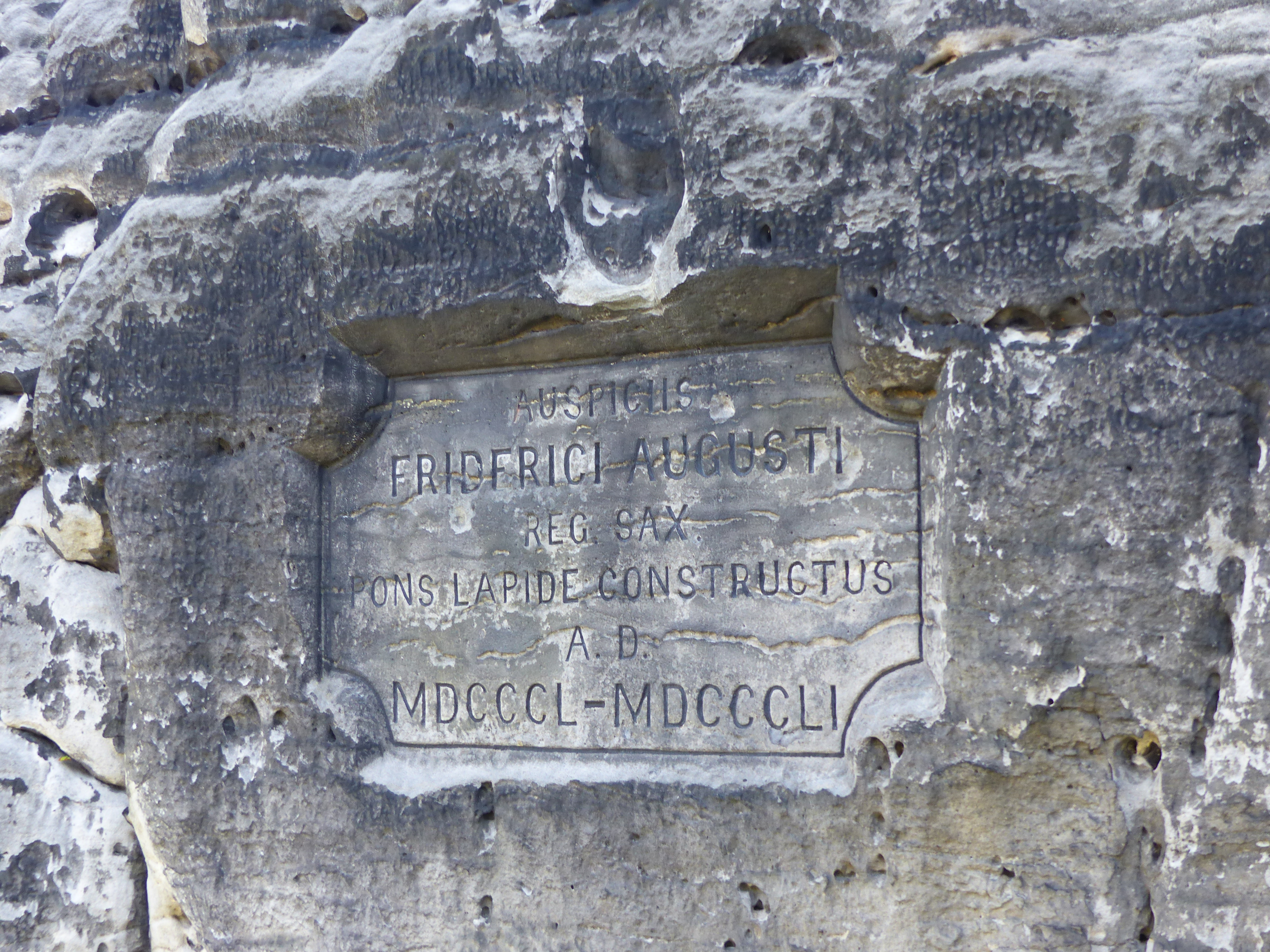
Inschrift zum Brückenbau von 1850/51 am Neurathener Felsentor (Ostseite der Brücke)
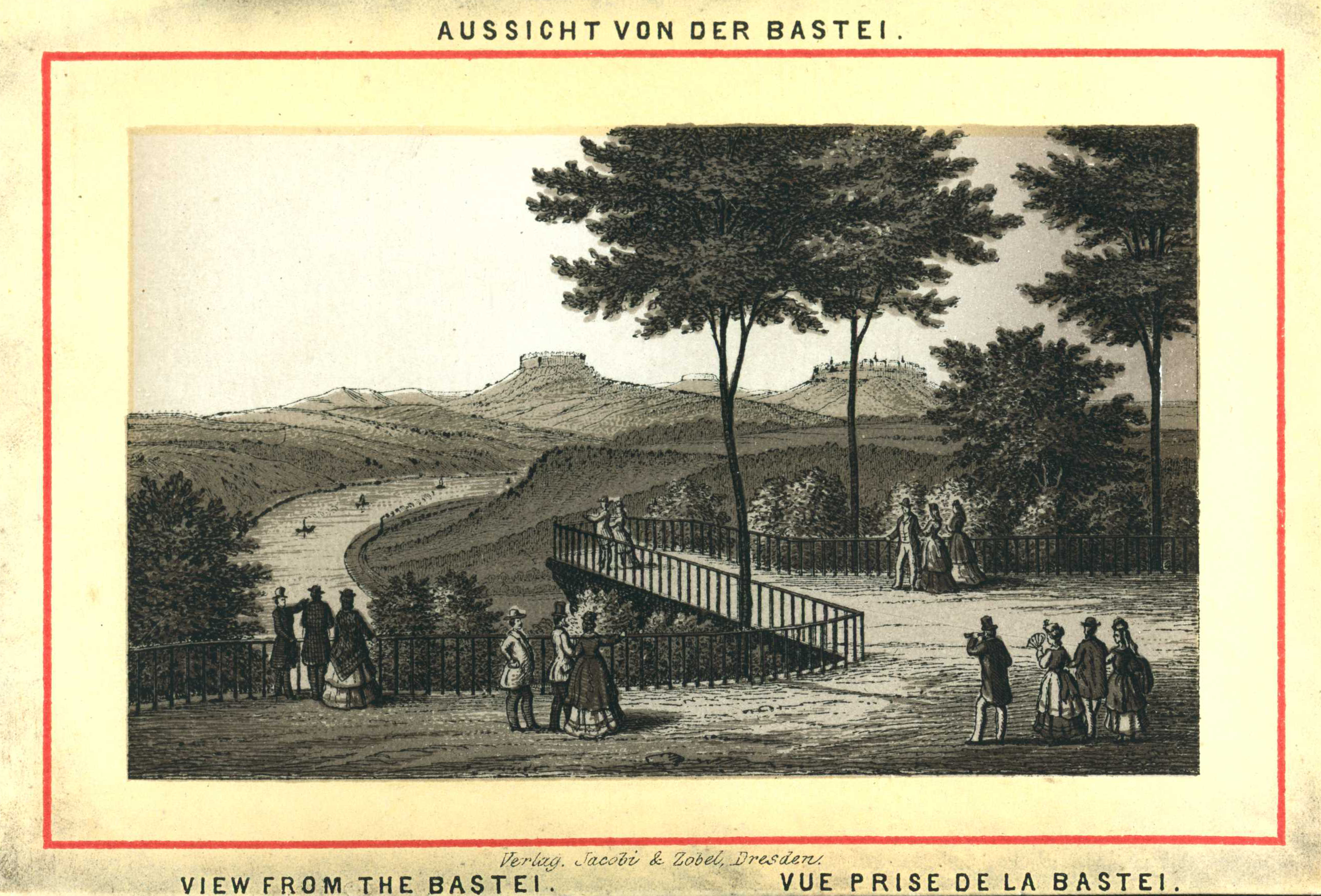
Besucher auf der Basteiaussicht um 1860
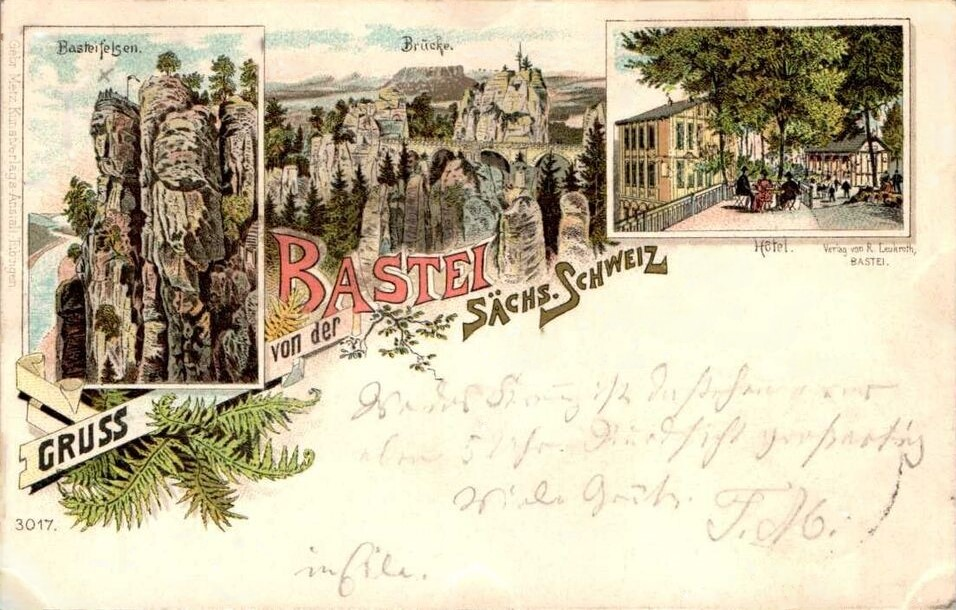
Die drei Attraktionen der Bastei: Basteifelsen, Brücke und Hotel (Ansichtskarte 1897)
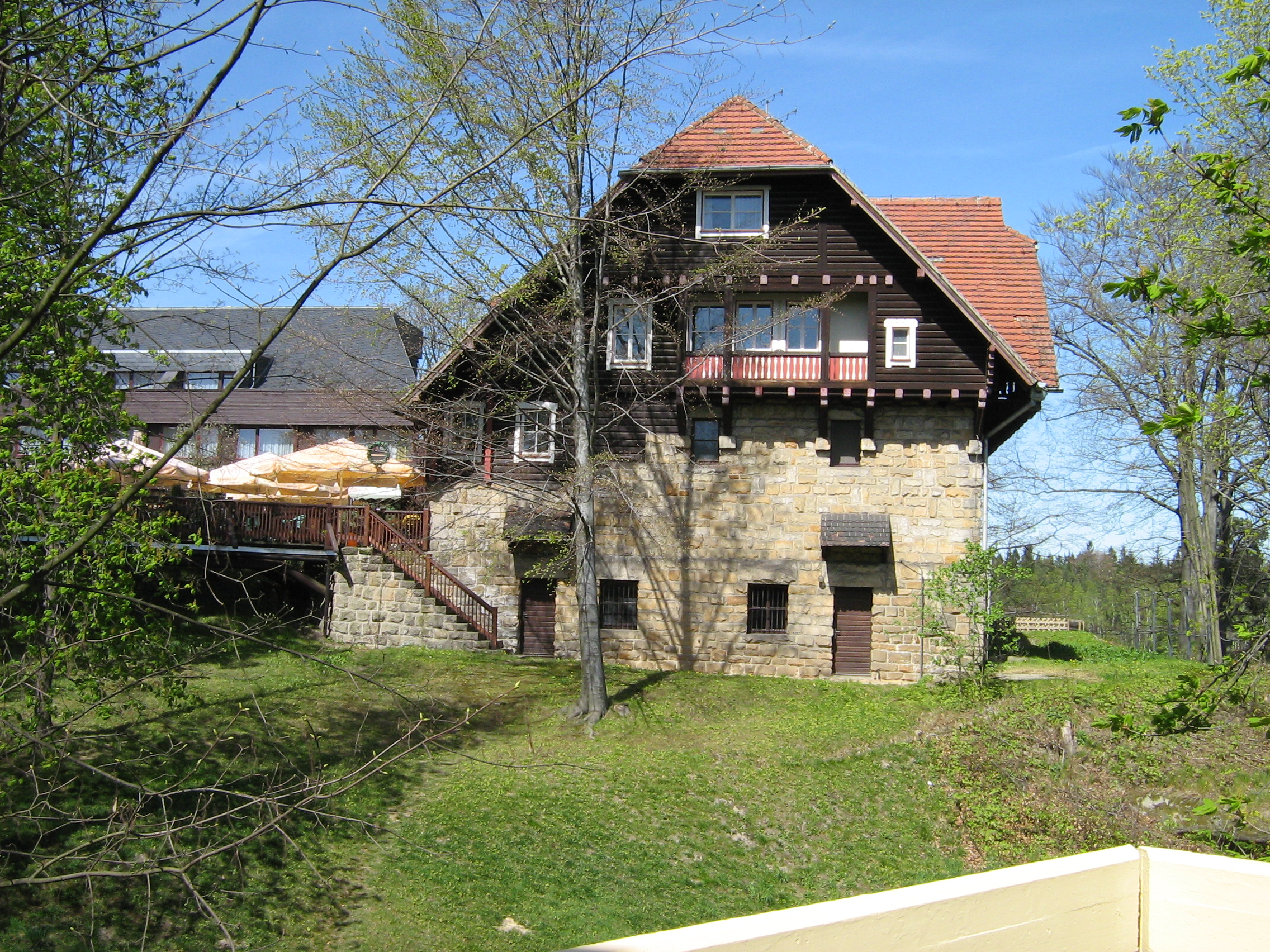
Blick auf das um 1905 errichtete Schweizerhaus
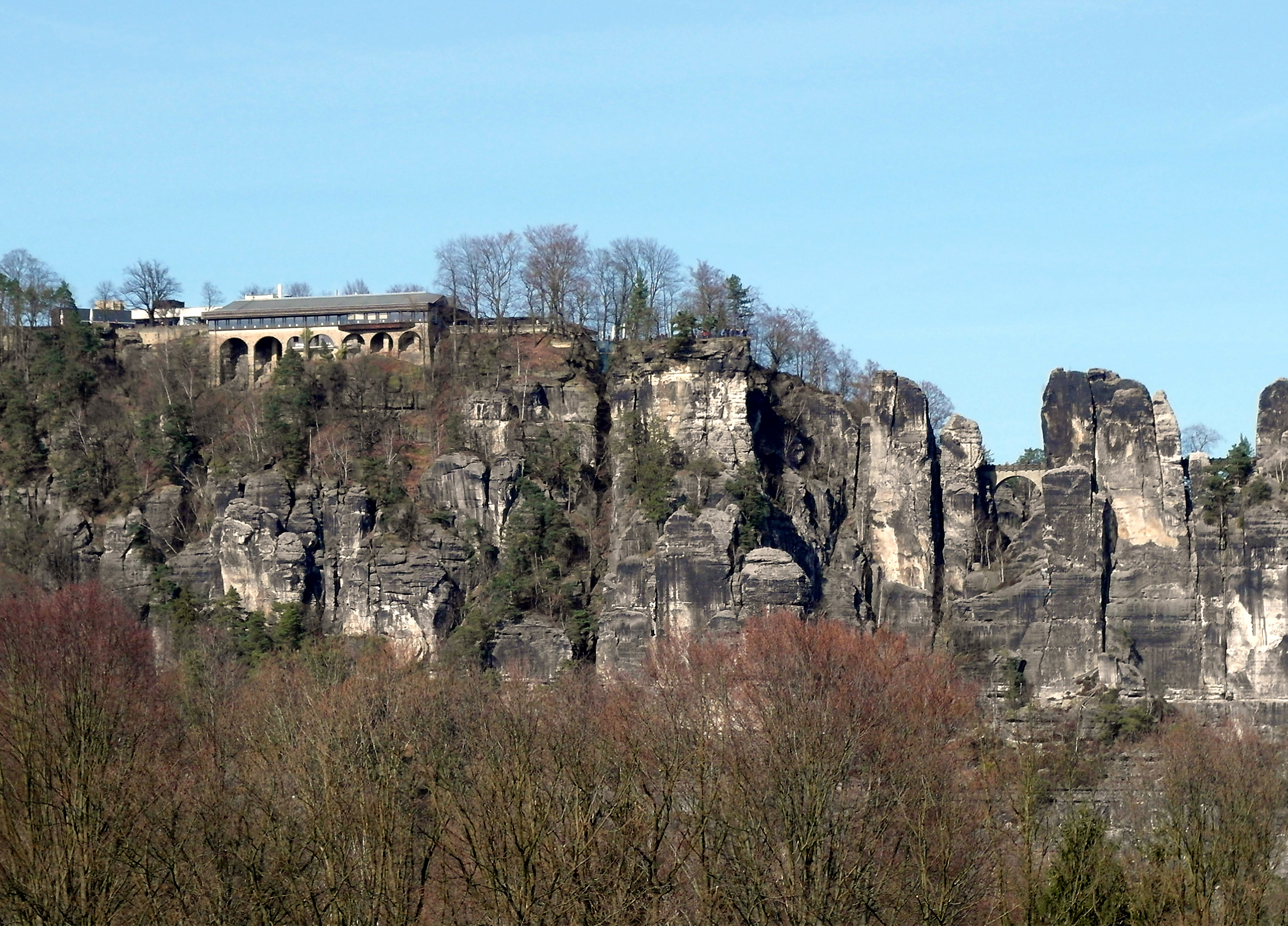
Das 1979 errichtete Basteirestaurant greift elbseitig die Bögen der Basteibrücke auf
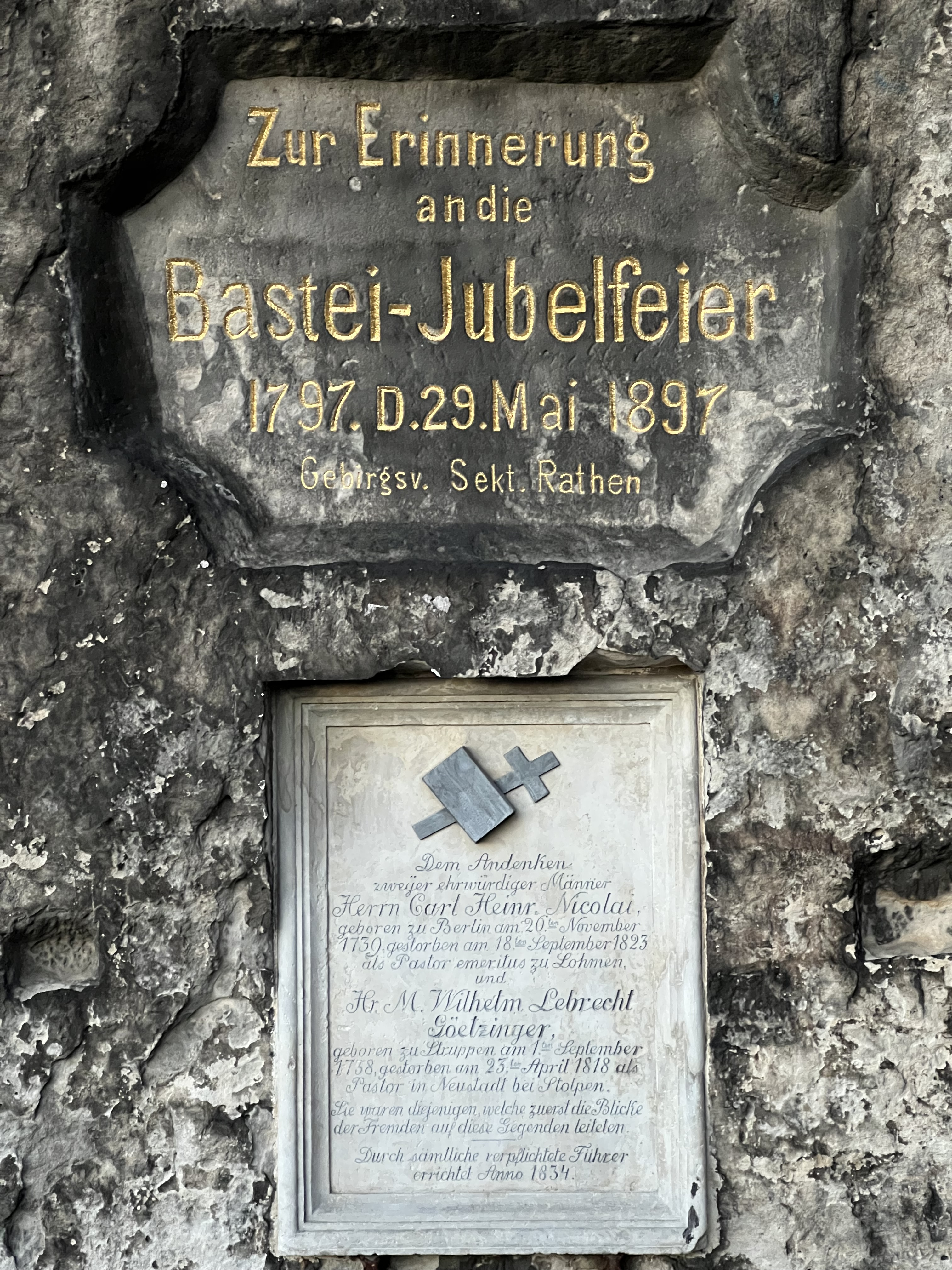
Gedenktafel für Carl Heinrich Nicolai und Wilhelm Leberecht Götzinger an einem Felsen an der Basteibrücke

## Tourismus
Die Bastei ist einer der markantesten Aussichtspunkte der Sächsischen Schweiz und zählt pro Jahr etwa 1,5 Millionen Besucher. Es gibt in den deutschen Nationalparks keinen anderen Punkt mit einer so hohen Besucherdichte.
Bereits August von Goethe rühmte 1819 die Aussicht: „Hier wo man von den schroffsten Felsen wänden gerade in die Elbe sieht, wo in der kleinen Entfernung der Lilien-, König- und Pfaffen-Stein mahlerisch gruppirt liegen und überhaupt dem Auge ein ganzes darstellt, welches mit Worten nie beschrieben werden kann“. Heute hat die Bastei die höchsten Besucherzahlen aller Aussichtspunkte in der Sächsischen Schweiz.
Neben der eigentlichen Aussicht finden sich noch weitere touristisch interessante Punkte. Die klassische Basteiaussicht kann von den benachbarten Aussichtspunkten am Kanapee und am Tiedgestein in ähnlicher Perspektive erlebt werden. Im Schweizerhaus befand sich bis Ende 2020 eine Informationsstelle des Nationalpark Sächsische Schweiz, die anhand zahlreicher Gemälde und Grafiken über die Darstellung der Sächsischen Schweiz in der Kunst und Malerei informierte. Am Jahrhundertturm, einem Felsgipfel an der Basteibrücke, sind Gedenktafeln für die erste Erwähnung der Bastei in der Reiseliteratur (im Jahr 1797) sowie für Wilhelm Leberecht Götzinger und Carl Heinrich Nicolai zu finden. Diese beiden zählen durch ihre Reisebeschreibungen und Werke zu den „Entdeckern“ der Sächsischen Schweiz als touristisches Ziel. Eine weitere Gedenktafel erinnert an den sächsischen Hoffotografen Hermann Krone, der auf der Basteibrücke im Jahr 1853 die ersten Landschaftsfotos in Deutschland schoss. Vom Ferdinandstein, einem Teil der Wehltürme, ist der berühmte Blick auf die Basteibrücke möglich. Ihn erreicht man über einen Abzweig auf dem Weg zur Basteibrücke. Eine weitere bekannte Formation in der Nähe der Bastei ist der Wartturm, von dem im Jahr 2000 ein großes Stück abgebrochen ist.
Von der Bastei erreicht man über die Basteibrücke zudem die Felsenburg Neurathen. Die Reste der Burg, etwa Balkenfalze und aus dem Fels gehauene Räume, eine Zisterne und aufgefundene Steinkugeln mittelalterlicher Steinschleudern bzw. Katapulte können auf einem eigenen Rundgang besichtigt werden. Eine rekonstruierte Steinschleuder wurde 1986 in der Felsenburg aufgestellt. Besichtigt werden können auch Funde der durchgeführten Ausgrabungen, vor allem Keramik. Schließlich führt der Aufstieg von Rathen auf die Bastei an einem Freilichtmuseum zur slawischen Besiedlung der Gegend und am Abzweig zur Felsenbühne Rathen vorbei.
Über die Bastei führen der Bergwanderweg Eisenach–Budapest, der Dichter-Musiker-Maler-Weg und der Malerweg. Einer der meist genutzten Aufstiege zur Bastei erfolgt über den Kurort Rathen. Dabei müssen 675 Stufen erklommen werden, zu den Aussichtsplattformen weitere 132.

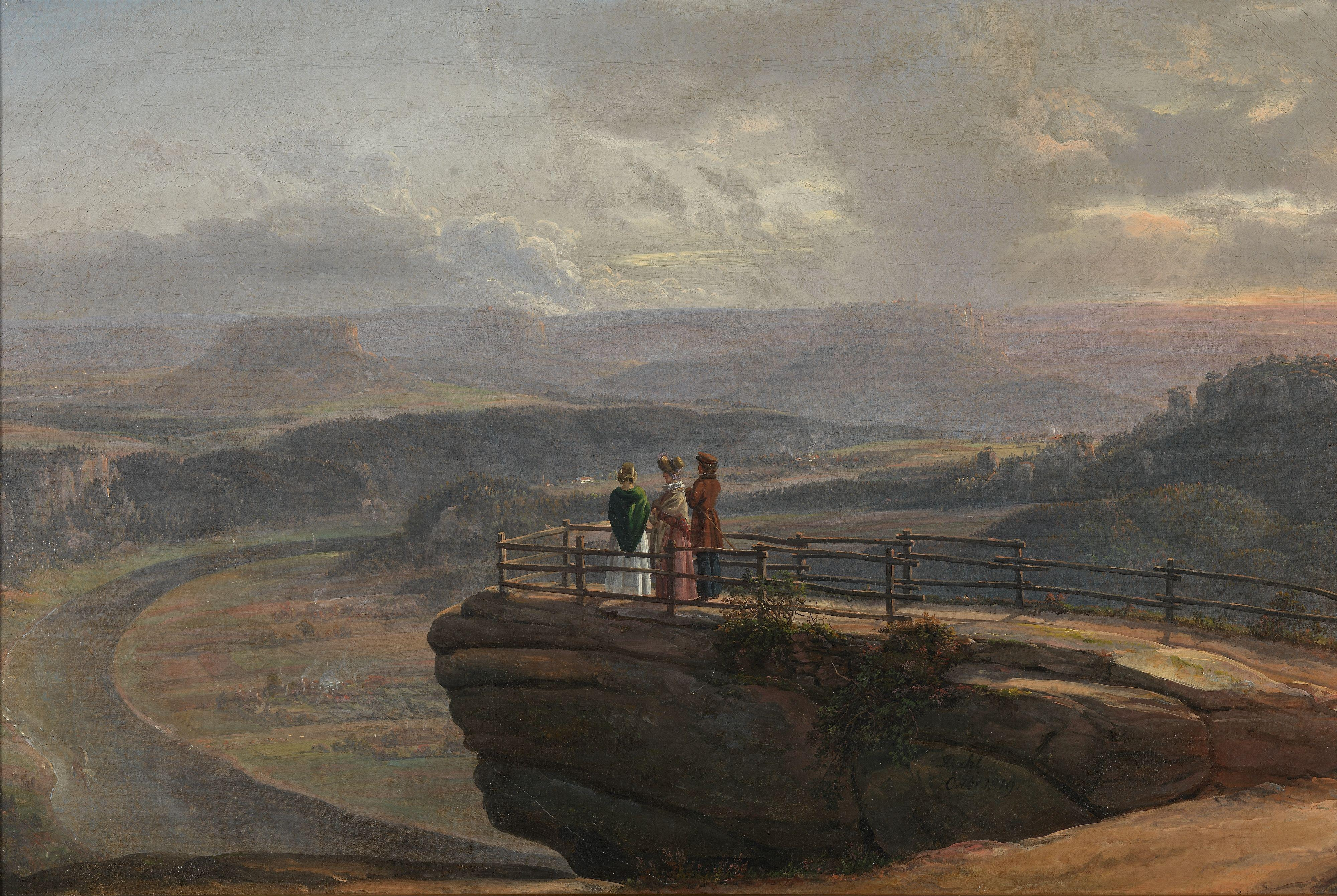
Besucher auf der Basteiaussicht (1819)
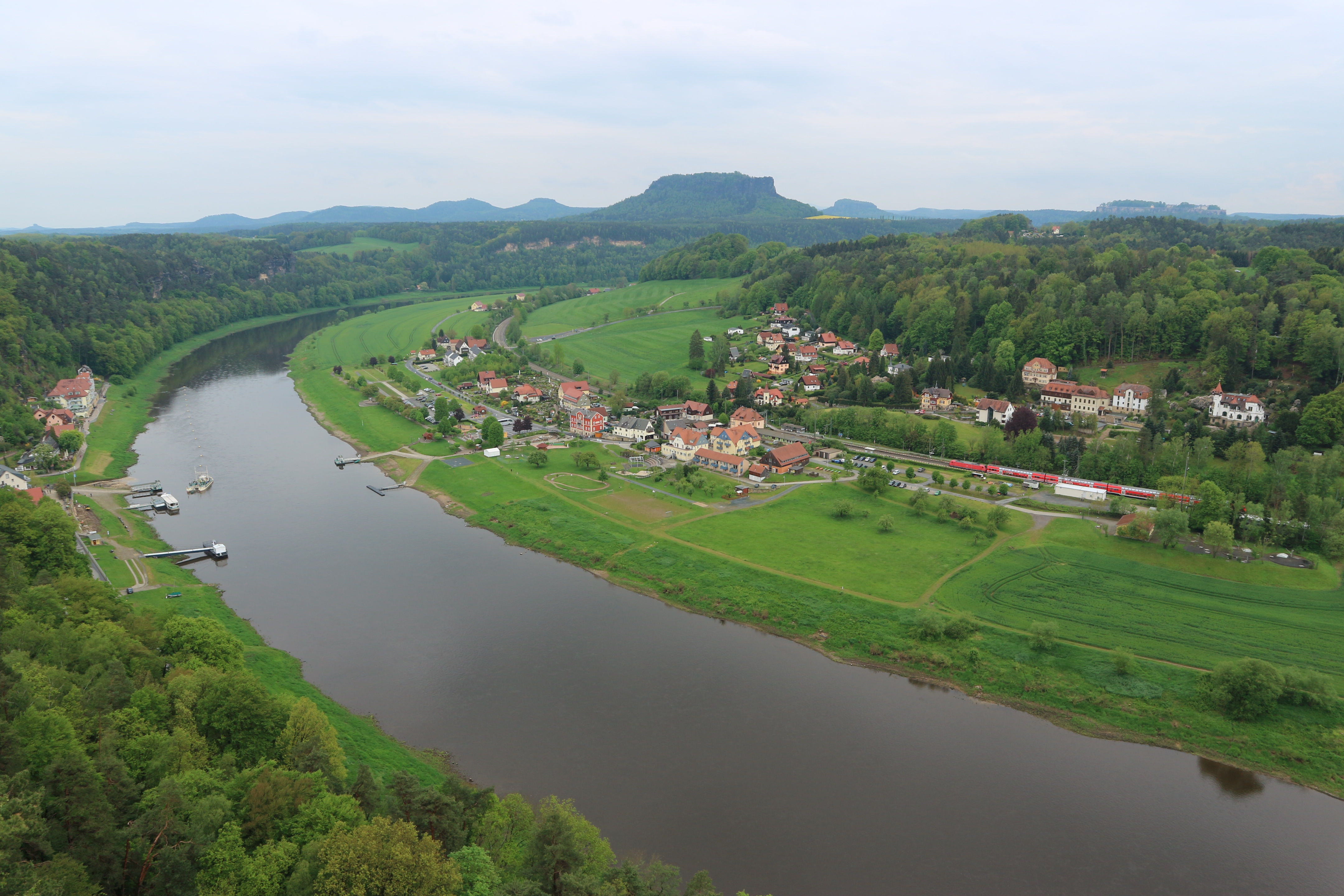
Aussicht vom Tiedgestein
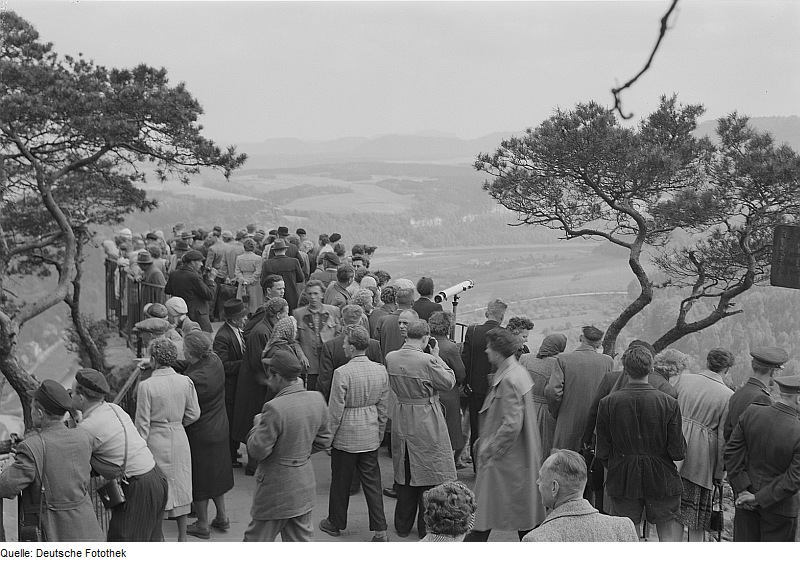
Besucher auf der Basteiaussicht (1963)
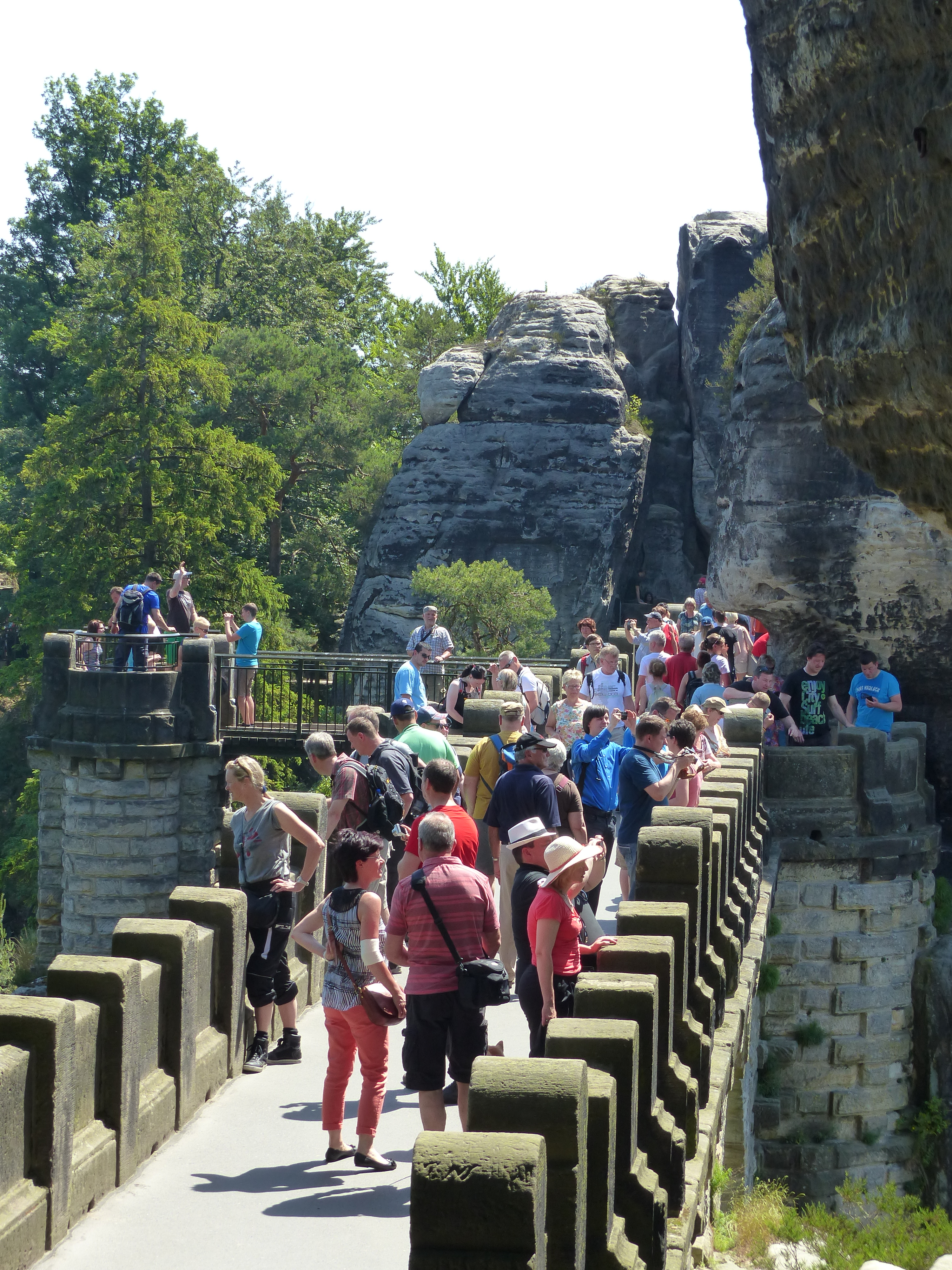
Touristen auf der Basteibrücke (2014)
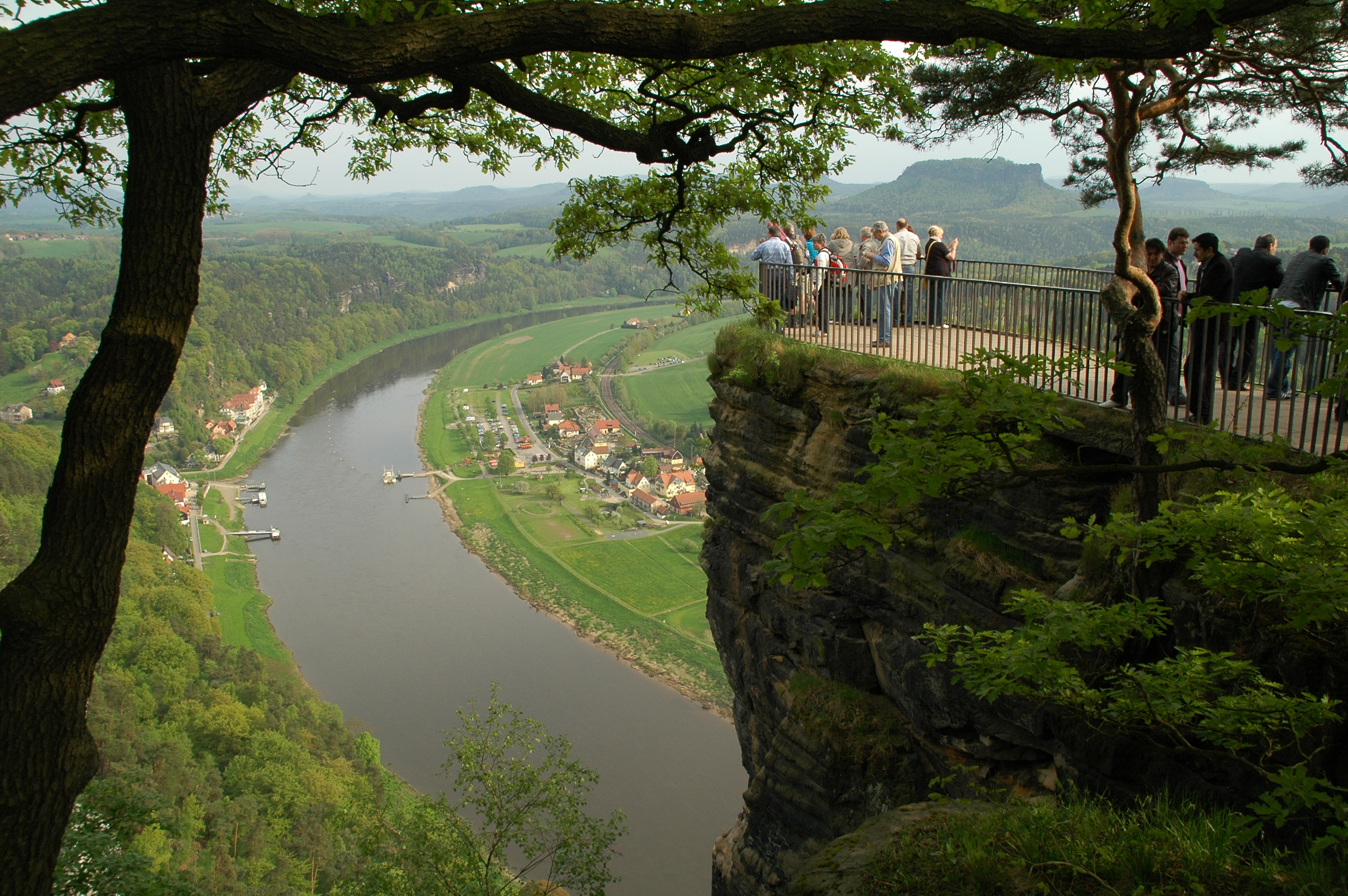
Touristen auf der Basteiaussicht (2011), der vordere Teil der Basteiaussicht wurde 2016 gesperrt und 2019 zurückgebaut
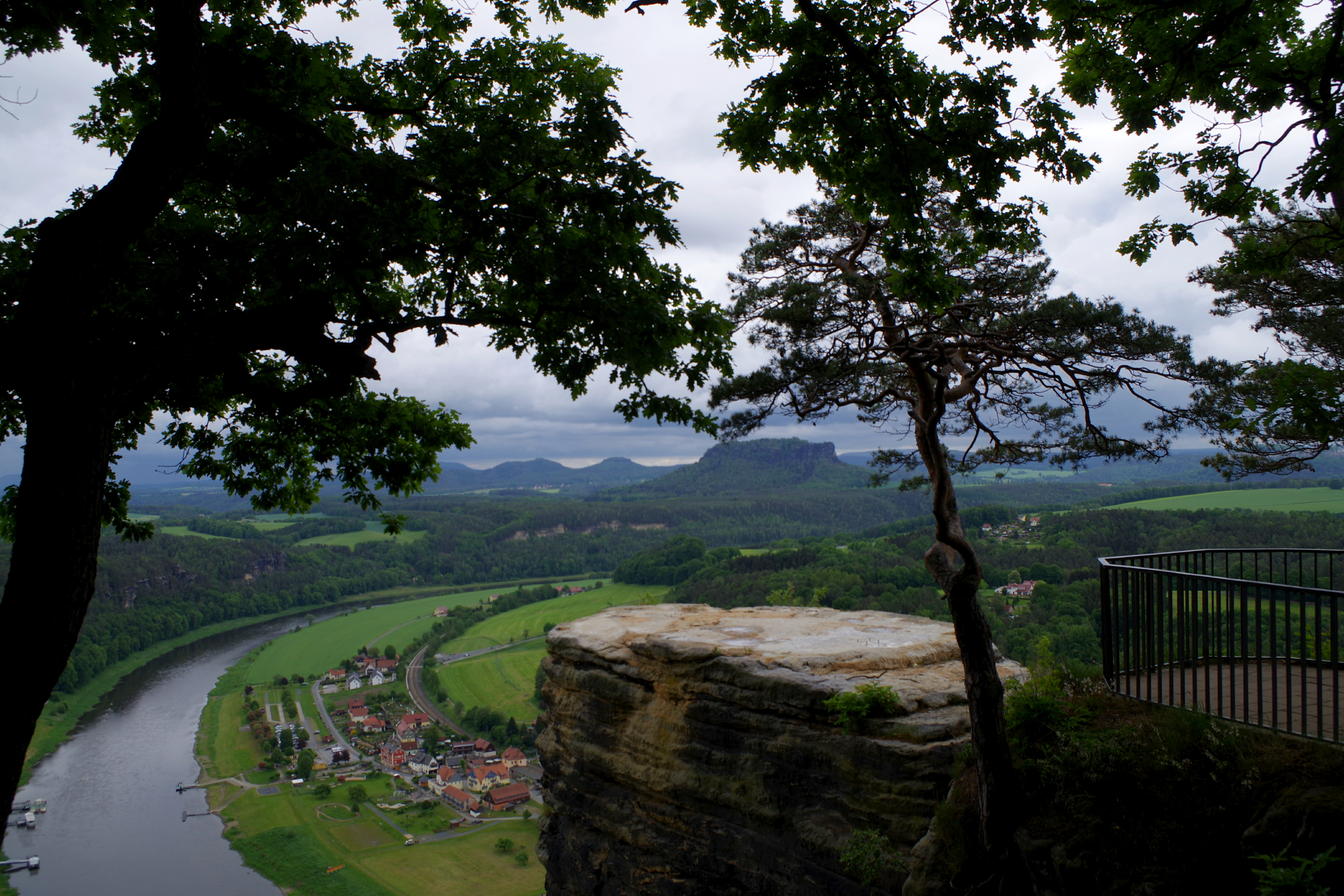
Basteiaussicht nach dem Rückbau des vorderen Teils (2020)
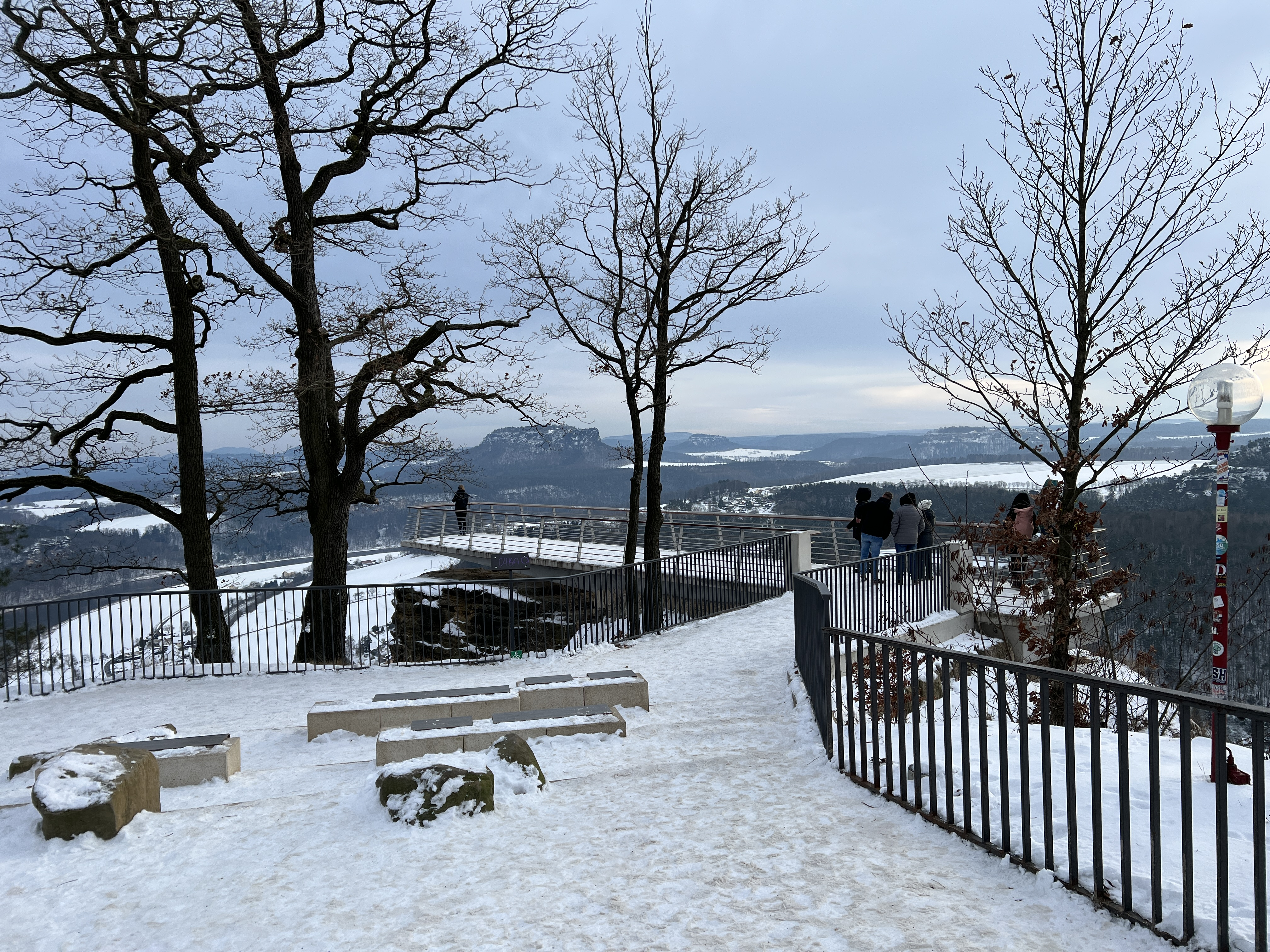
Die neue Plattform der Basteiaussicht (2024)
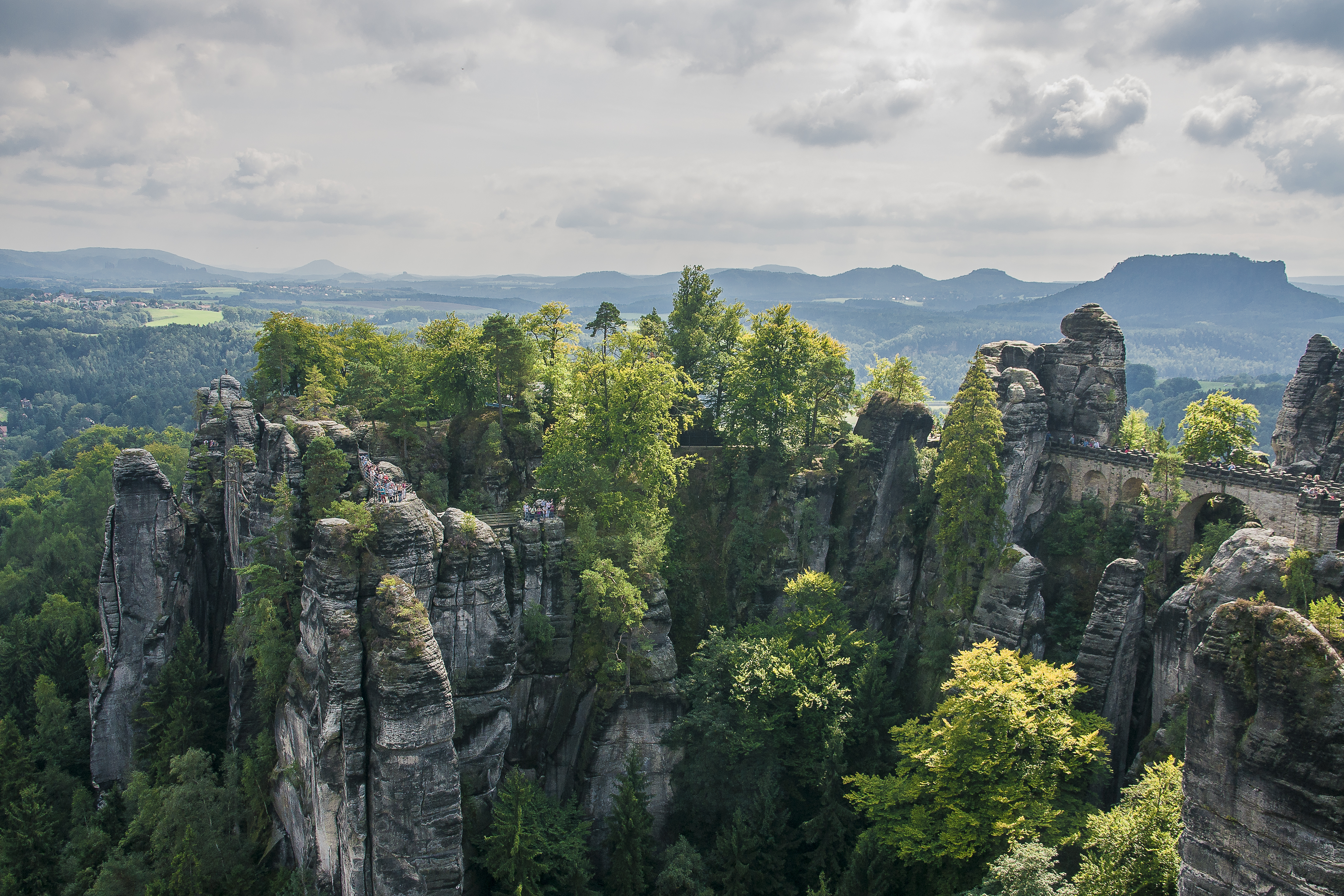
Basteibrücke (rechts) und Felsenburg Neurathen (links)
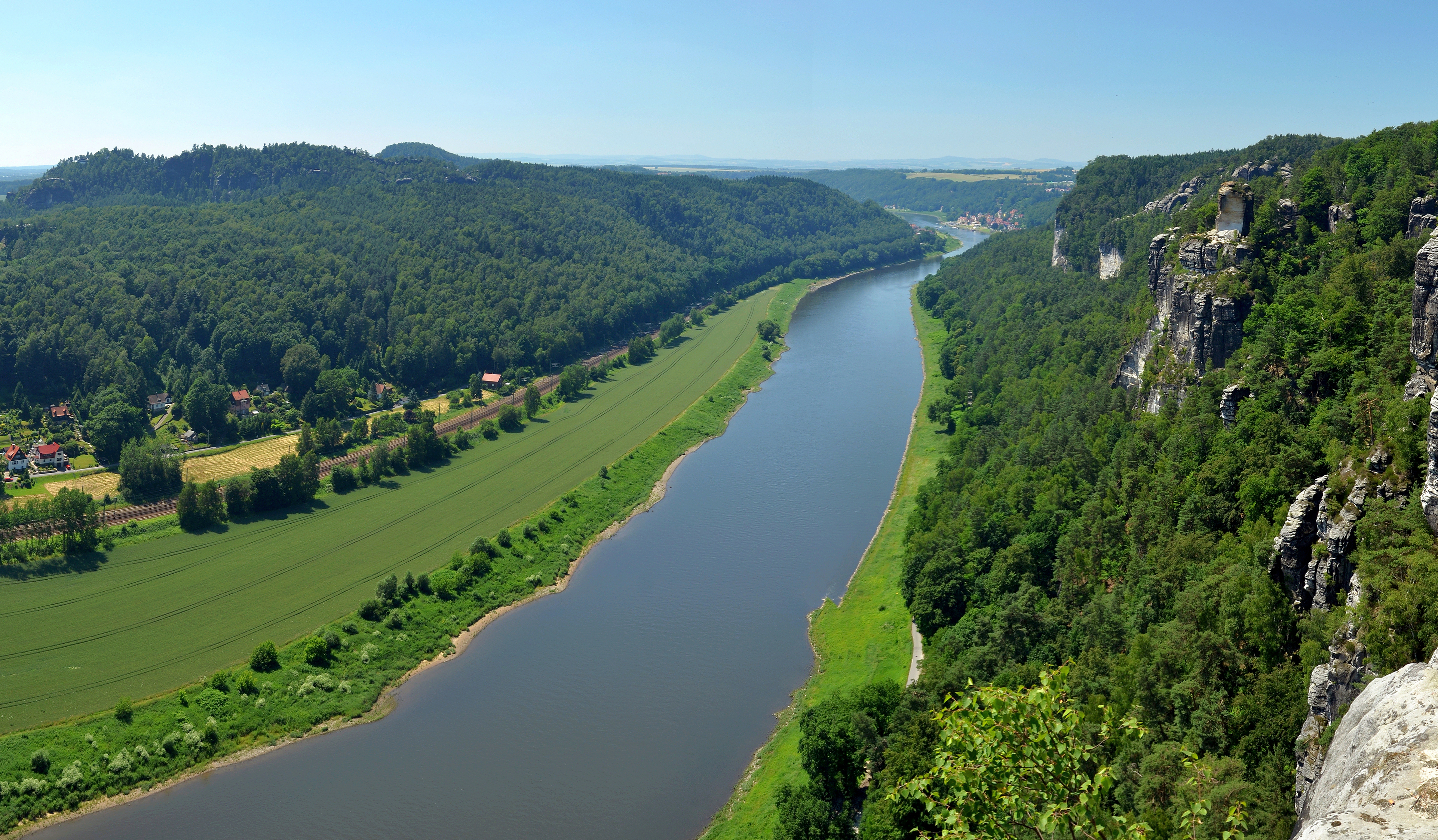
Blick von der Basteiaussicht elbabwärts zum Wartturm
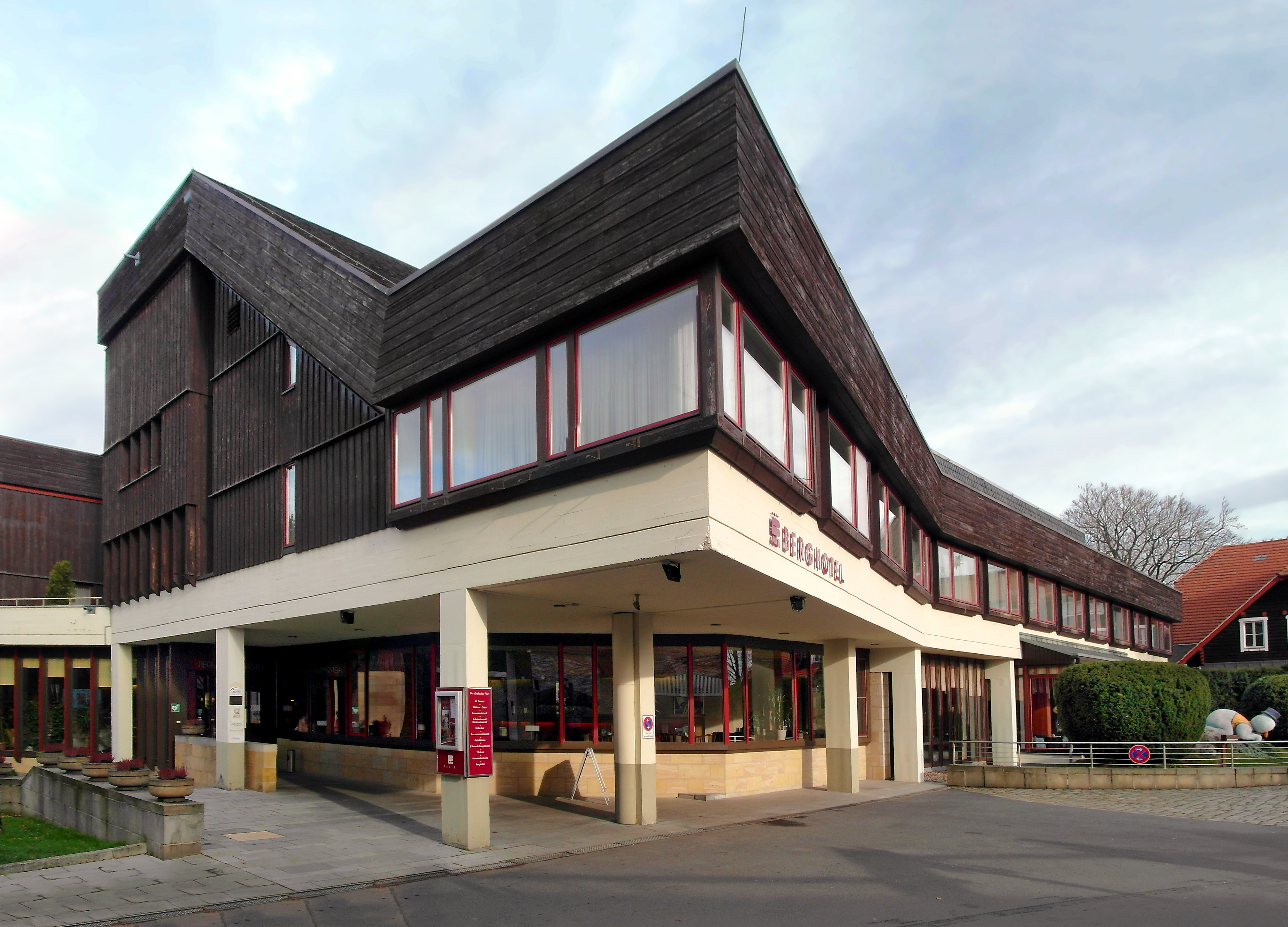
Blick auf das 1991 eröffnete Berghotel
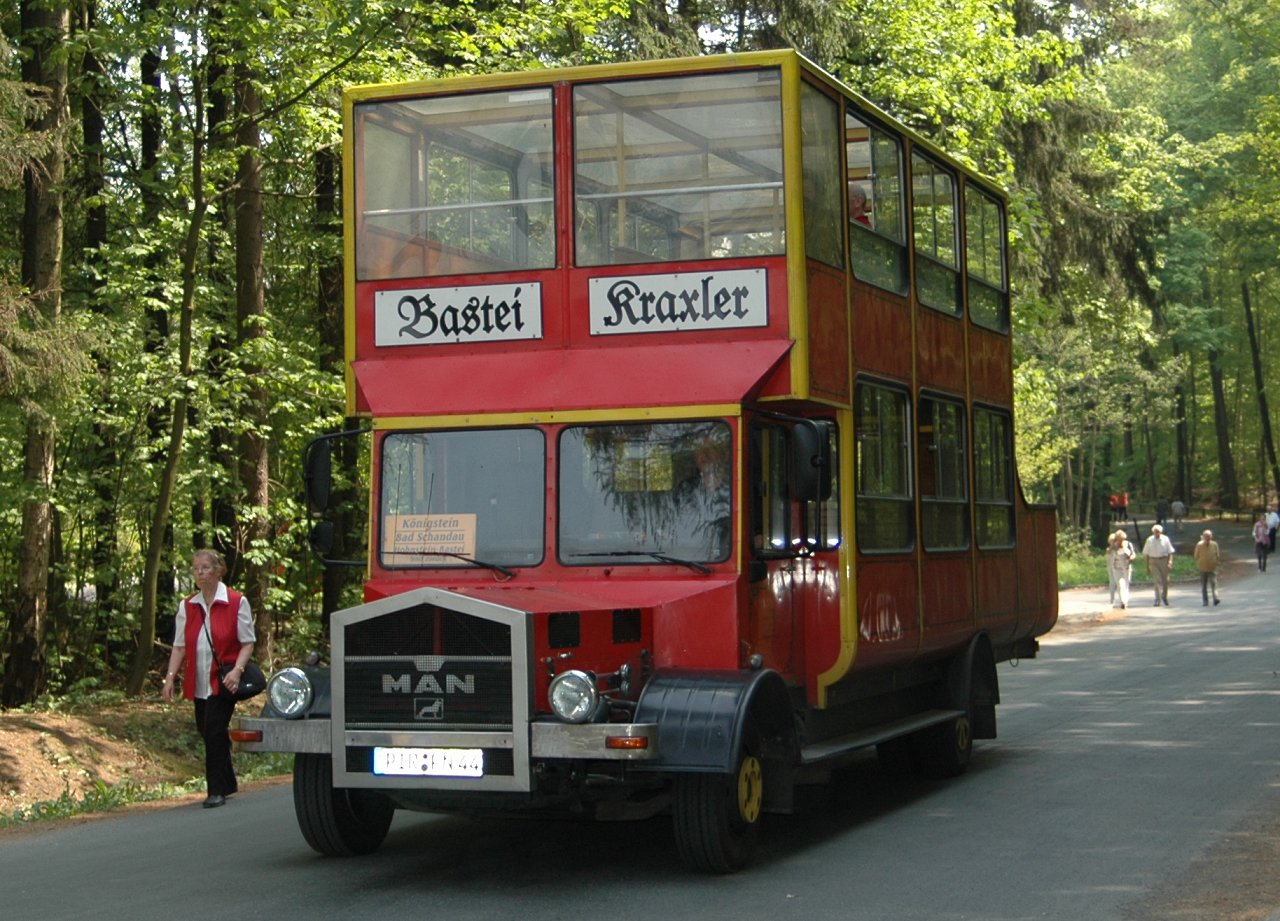
„Bastei-Kraxler“, ein zur Bastei verkehrender Touristenbus

## Naturschutz
Schon um die Jahrhundertwende zum 20. Jahrhundert setzten sich Naturschützer für den Schutz der einmaligen Felslandschaft rund um die Bastei ein. Pläne zum Bau einer Bergbahn wurden so verhindert.
Bereits im Januar 1938 wurde rund um die Bastei nach einer Verordnung von Reichsstatthalter Martin Mutschmann das erste Naturschutzgebiet im Elbsandsteingebirge ausgewiesen. Das von der Elbe, dem Amselgrund, dem Zscherregrund und dem Uttewalder Grund begrenzte Gebiet war ca. 8 km2 groß. In diesem Gebiet galt u. a. ein Wegegebot und ein Kletterverbot. Letzteres wurde im Sommer 1938 bereits wieder gelockert und eine Reihe von Gipfeln zum Bergsteigen wieder freigegeben.
Heute ist das Gebiet um die Bastei Bestandteil der Kernzone des Nationalparks Sächsische Schweiz, in der besonders strenge Schutzvorschriften gelten.

## Trivia
Der Hauptgürtelasteroid (26757) Bastei ist nach der Felsformation benannt, ebenso der zwischen 1974 und 1990 vom VEB Karosseriewerk Dresden produzierte Wohnwagentyp Bastei.